# عنقودية حالة للدم
عنقودية حالة للدم (الاسم العلمي:Staphylococcus haemolyticus) هي نوع من بكتيريا المخثرة سلبياً تتبع جنس العنقودية من فصيلة المكورات العنقودية. وهي تعتبر جزء من النبيت الجرثومي الجلدي البشري وتوجد أكبر تجمهر لها عادةً على الإبطين والعجان والمناطق الأربية. وتستوطن العنقودية الحالة للدم أيضاً الرئيسيات والحيوانات المستأنسة. وهي من العوامل الممرضة الانتهازية المعروفة وهي الثانية الأكثر عزلة من العنقوديات المخثرة سلبياً في كثير من الأحيان (حيث أن العنقودية البشروية (عنقودية الجلد الخارجي) هي الأولى). يمكن أن تسبب العدوى بشكل موضعي أو نظامي وغالباً ما يحدث ذلك كترافق مع إدخال الأجهزة الطبية. النمط الظاهري لها المقاوم للمضادات الحيوية العالية وقدرتها على تشكيل الأغشية الحيوية تجعل العنقودية الحالة للدم ممراضاً يصعب علاجه.